# Lịch sử Liên Xô (1985–1991)
Quá trình sụp đổ của Liên Xô thành các quốc gia độc lập bắt đầu ngay từ năm 1985. Sau nhiều năm xây dựng quân đội Liên Xô và các chi phí phát triển trong nước, phát triển kinh tế của Liên Xô chậm lại và ở mức thấp. Những nỗ lực cải cách không thành công, một nền kinh tế trì trệ, và cuộc chiến tranh tại Afghanistan đã dẫn tới sự bất mãn, đặc biệt tại các nước cộng hoà vùng Baltic và Đông Âu. Sự tụt giảm của giá dầu năm 1985 và 1986, và sự thiếu hụt dữ trữ ngoại tệ những năm sau đó để mua ngũ cốc đã ảnh hưởng rất lớn tới những hành động của ban lãnh đạo Liên Xô.
Những cải cách chính trị và xã hội do nhà lãnh đạo cuối cùng của Liên Xô, Mikhail Gorbachev, đã được tiến hành một cách nóng vội. Cuộc cải cách không giải quyết được những vấn đề của Liên Xô, ngược lại nó đã vượt quá tầm kiểm soát và tạo ra một không khí chỉ trích chính trị công khai với chính phủ ở Moskva. Nhiều nước cộng hoà thuộc Liên Xô bắt đầu phản đối sự kiểm soát từ trung ương, cuộc cải tổ của Mikhail Gorbachev cũng dẫn tới sự suy yếu của chính phủ trung ương. Liên Xô cuối cùng sụp đổ năm 1991 khi Boris Yeltsin lên nắm quyền lực sau một cuộc đảo chính bất thành với mục tiêu hạ bệ Gorbachev và cuộc cải tổ của ông.

## Sự nổi lên của Gorbachev

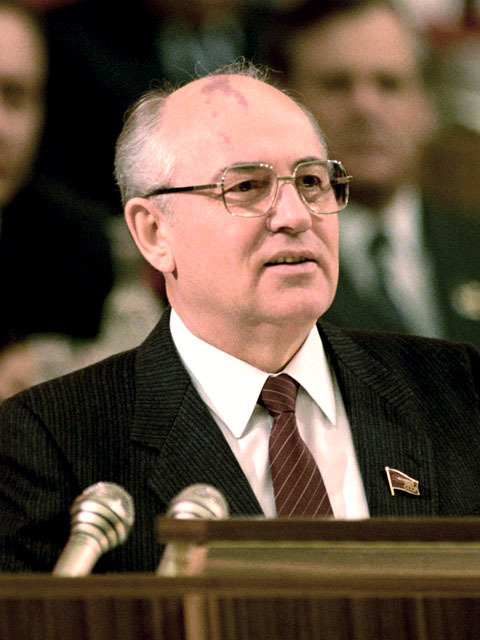
Tổng Bí thư Đảng Mikhail Gorbachev năm 1987

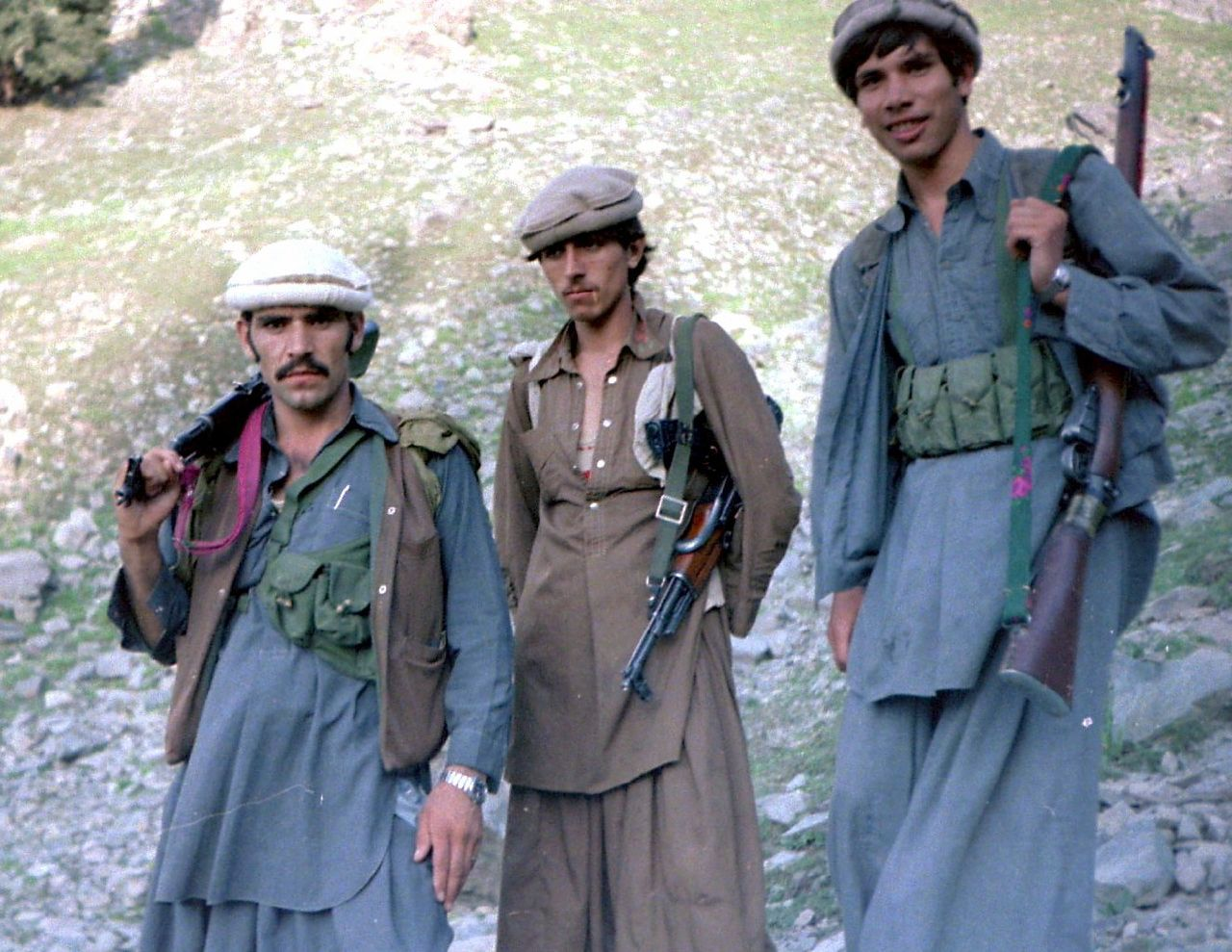
Ảnh chiến binh mujahideen Afghanistan được chụp trong cuộc Chiến tranh Xô viết tại Afghanistan.

Năm 1985 đánh dấu sự vươn tới chức vụ Tổng Bí thư Đảng Cộng sản Liên Xô của Mikhail Gorbachev tiếp sau cái chết của Konstantin Chernenko. Mặc cho những cố gắng nhằm đưa ra các ý tưởng như glanost (sự mở rộng chính trị) và perestroika (cơ cấu lại kinh tế), Gorbachev thấy mình đang phải lãnh đạo một đế chế suy tàn. Liên Xô phải đối mặt với sự chống đối từ bên ngoài qua tính kiêu căng của sự vượt trội quân sự của phương Tây và cuộc đấu tranh bên trong không ngừng nghỉ của các nước cộng hoà do Boris Yeltsin lãnh đạo đòi quyền chủ quyền. Một cuộc đảo chính bất thành mùa hè 1991 chống lại bộ máy chính quyền Gorbachev đã thúc đẩy nhanh chóng đến sự sụp đổ của Liên bang Xô viết. Sự tan rã chính thức của Liên Xô được hoàn thành vào ngày Giáng sinh, 1991, khi Gorbachev từ chức và các nước cộng hoà riêng biệt lấy lại vai trò của chính phủ trung ương. Vào ngày 31 tháng 12 năm 1991, lá cờ Xô viết bị hạ xuống lần cuối cùng trên điện Kremlin.
Mặc dầu cải cách đã bị ngừng khoảng giữa 1969–1982, sự nổi lên của thế hệ mới đã tạo ra động lượng mới cho cải cách. Sự thay đổi các mối quan hệ với Hoa Kỳ có thể cũng là một sự thúc đẩy cho cải cách. Trong khi chính Jimmy Carter là người đã chấm dứt chính sách lắng dịu tiếp sau sự can thiệp của Liên Xô vào Afghanistan, những căng thẳng Đông-Tây trong nhiệm kỳ đầu của Tổng thống Mỹ Ronald Reagan (1981–1985) gia tăng đến mức căng thẳng chưa từng thấy kể từ sau vụ khủng hoảng tên lửa Cuba năm 1962. Vào năm 1985, một giai đoạn cầm quyền ngắn của Konstantin Chernenko như Tổng thư ký đã chấm dứt với cái chết của ông và sự đảm đương vị trí đó của Mikhail Gorbachev.
Vào thời điểm Gorbachev đánh dấu sự khởi đầu của một quá trình sẽ dẫn tới sự sụp đổ chính trị của Liên bang Xô viết và kết quả phá huỷ nền kinh tế hành chính mệnh lệnh Xô viết thông qua các chương trình glanost (mở rộng chính trị), perestroika (cơ cấu lại kinh tế), và uskorenie (tăng tốc phát triển kinh tế), nền kinh tế Xô viết phải chịu ảnh hưởng cả từ lạm phát ẩn và sự thiếu hút nguồn cung khắp nơi bị trầm trọng thêm bằng việc mở cửa ngày càng nhiều các chợ đen làm ảnh hưởng xấu đến kinh tế chính thức.
Nó là một minh chứng rằng các chính sách của Gorbachev về mở cửa và dân chủ hoá đã bắt đầu vượt ra ngoài kiểm soát và vượt quá khỏi điều đã dự định. Đổi mới và công khai thẳng thắn đã trưng bày về việc làm sao một khi Đảng cộng sản cách mạng đã trở thành một thứ suy tàn tại một nơi cực trung tâm của xã hội.

### Cải cách

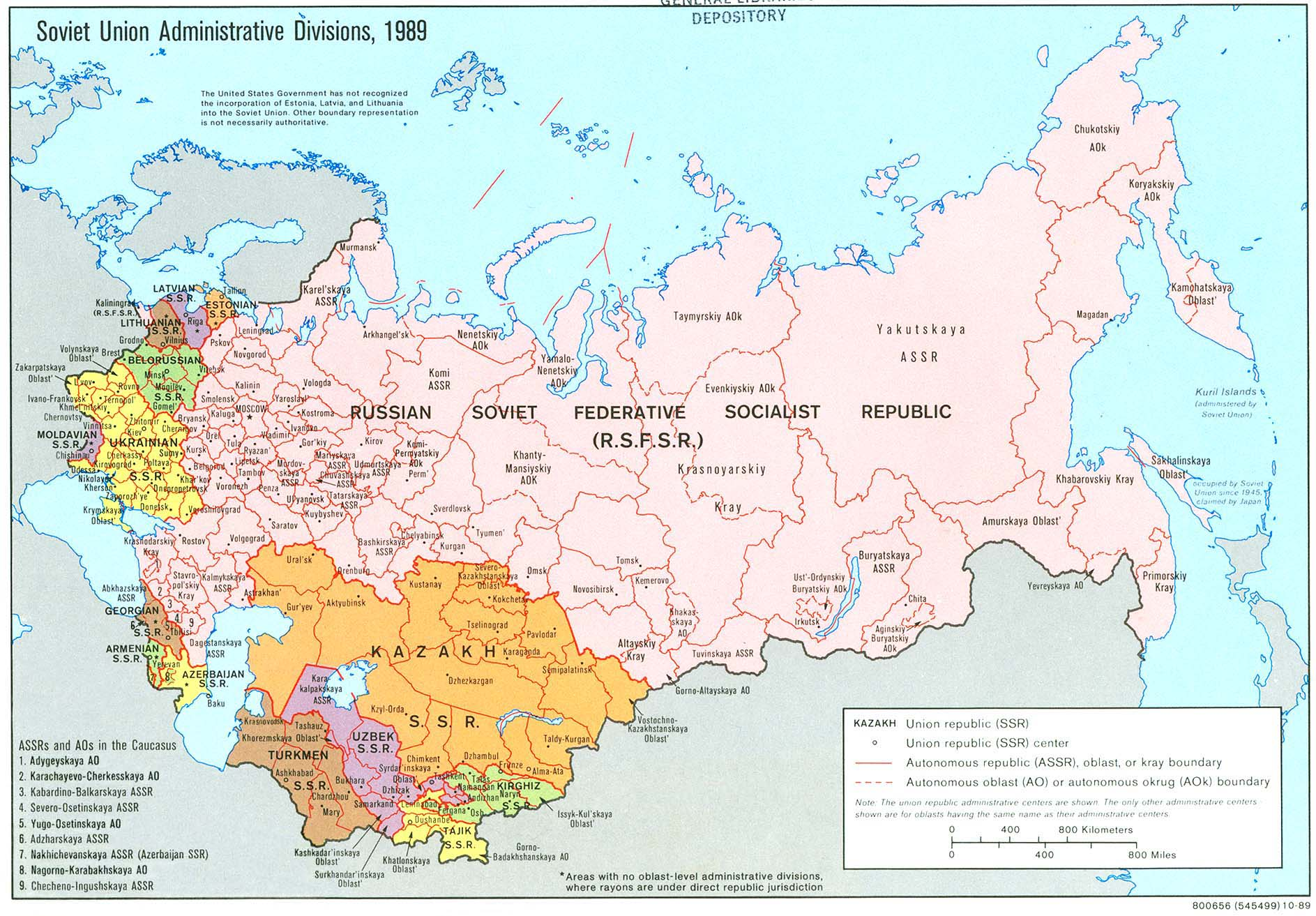
Phân chia hành chính Liên bang Xô viết năm 1989

Luật hợp tác xã có hiệu lực tháng 5 năm 1988 có lẽ là biện pháp cải cách kinh tế cơ bản nhất ở đầu thời kỳ cầm quyền của Gorbachev. Lần đầu tiên kể từ chính sách Kinh tế mới của Vladimir Lenin, luật cho phép sở hữu tư nhân trong lĩnh vực dịch vụ, chế tạo và thương mại với nước ngoài. Theo đó, các nhà hàng, cửa hiệu và nhà máy chế biến kiểu hợp tác xuất hiện.
Glasnost cho phép tự do ngôn luận và báo chí lớn hơn. Dường như mục tiêu thứ nhất của Gorbachev khi đưa ra glasnost là tạo sức ép lên những người bảo thủ đang phản đối các chính sách tái cơ cấu kinh tế của ông và ông cũng hy vọng rằng với sự cởi mở, các cuộc tranh luận và tham gia ở mọi tầng lớp, toàn bộ người dân Liên Xô sẽ ủng hộ các sáng kiến cải cách của ông.
Hàng nghìn tù nhân chính trị và nhiều người bất đồng cũng được thả. Xã hội Xô viết được tự do nghiên cứu và xuất bản về nhiều chủ đề trước kia từng bị giới hạn, gồm cả việc tiến hành các cuộc thăm dò ý kiến. Trung tâm Nghiên cứu Ý kiến Công cộng Toàn Liên bang (VCIOM) — tổ chức nghiên cứu có uy tín nhất ở thời điểm này - cũng được mở cửa. Các kho tài liệu lưu trữ nhà nước được tiếp cận rộng hơn, và một số con số thống kê xã hội từng bị giữ bí mật được công khai cho mục đích nghiên cứu và xuất bản với những chủ đề nhạy cảm như chênh lệch thu nhập, tội phạm, tự tử, phá thai, tỷ lệ tử vong trẻ em. Trung tâm nghiên cứu giới đầu tiên được mở cửa bên trong một Viện Nghiên cứu Kinh tế Xã hội Dân cư Loài người mới được thành lập.
Tháng 1 năm 1987, Gorbachev kêu gọi dân chủ hoá: các yếu tố dân chủ như bầu cử đa đảng được đưa vào quá trình chính trị Liên Xô. Một hội nghị năm 1987 được nhà kinh tế Liên Xô và cố vấn của Gorbachev Leonid Abalkin tiến hành, kết luận: "Những sự chuyển đổi sâu trong việc quản lý nền kinh tế không thể thực hiện nếu không có những thay đổi kèm theo trong hệ thống chính trị."
Tháng 6 năm 1988, tại Đại hội lần thứ 19 Đảng Cộng sản Liên Xô, Gorbachev đưa ra những cải cách căn bản nhằm giảm bớt sự quản lý của đảng với các cơ cấu chính phủ. Tháng 12 năm 1988, Xô viết Tối cao thông qua việc thành lập một Đại hội Đại biểu Nhân dân, mà những sửa đổi hiến pháp đã lập ra như cơ quan lập pháp mới của Liên Xô.
Cuộc bầu cử Đại hội được tiến hành trên toàn Liên bang Xô viết vào tháng 3 và tháng 4 năm 1989. Gorbachev, với tư cách Tổng bí thư Đảng Cộng sản, có thể bị buộc phải từ chức ở bất kỳ thời điểm nào nếu giới lãnh đạo cộng sản bất mãn với ông. Nhằm tiến hành các biện pháp cải cách bị đa số đảng viên chống đối, Gorbachev muốn củng cố quyền lực ở một cương vị mới, Tổng thống Liên Xô, độc lập với Đảng Cộng sản và các xô viết (hội đồng) và người nắm giữ chức vụ này chỉ có thể bị buộc tội trong trường hợp vi phạm trực tiếp vào luật pháp. Ngày 15 tháng 3 năm 1990, Gorbachev được bầu làm tổng thống hành pháp đầu tiên. Cùng thời điểm đó, hiến pháp được thay đổi để loại bỏ Đảng Cộng sản Liên xô khỏi quyền lực chính trị.

### Những hậu quả không dự tính
Những nỗ lực của Gorbachev nhằm tổ chức lại hệ thống cộng sản có hứa hẹn, nhưng hoàn toàn không thể kiểm soát và dẫn tới một loạt các sự kiện cuối cùng kết thúc với sự sụp đổ của Liên bang Xô viết. Ban đầu được dự định làm các công cụ để thúc đẩy nền kinh tế Xô viết, các chính sách perestroika và glasnost nhanh chóng dẫn tới những hậu quả không lường trước.
Sự tự do có được dưới chính sách glasnost dẫn tới việc Đảng Cộng sản mất quyền kiểm soát tuyệt đối với truyền thông. Từ trước đó, và là sự bối rối với chính quyền, truyền thông bắt đầu công khai các vấn đề kinh tế xã hội nghiêm trọng mà chính phủ từ lâu bác bỏ và cố gắng che đậy. Các vấn đề ngày càng được quan tâm nhiều gồm điều kiện nhà ở kém, nạn nghiện rượu, sử dụng ma tuý, ô nhiễm, các nhà máy từ thời Stalin đã quá cũ kỹ, và tình trạng tham nhũng từ nhỏ đến lớn, tất cả những điều mà truyền thông chính thức đã cố tình bỏ qua. Báo chí cũng không ngại ghi chép những hành động sai lầm của chính phủ Liên Xô dưới thời Stalin như gulag, hiệp ước của ông với Adolf Hitler, cuộc Đại thanh trừng và các nạn đói, vốn đã bị truyền thông chính thức giấu kín. Hơn nữa, cuộc chiến tranh đang diễn ra tại Afghanistan, và sự xử lý kém thảm hoạ Chernobyl năm 1986, mà Gorbachev đã cố che dậy, càng làm xấu đi hình ảnh của chính phủ Xô viết ở thời điểm sự bất mãn đang gia tăng.
Tính chung, hình ảnh tươi đẹp về cuộc sống ở chế độ Xô viết từ lâu được trưng ra trước công chúng bởi truyền thông chính thức nhanh chóng tan vỡ, và những mặt tiêu cực của đời sống xã hội ở Liên Xô liên tục bị đem ra soi xét. Điều này gây ảnh hưởng tới lòng tin của dân chúng với hệ thống Xô viết và làm xói món cơ sở quyền lực xã hội của Đảng Cộng sản, đe doạ tính đồng nhất và sự thống nhất của chính nhà nước Liên bang Xô viết.
Sự xung đột giữa các nhà nước thành viên Khối hiệp ước Warszawa và sự lôi kéo của các nước phương Tây, lần đầu xuất hiện với việc Lech Wałęsa nổi lên nắm quyền lãnh đạo liên đoàn thương mại Công đoàn đoàn kết năm 1980, càng tăng tốc, khiến Liên Xô không còn có thể dựa vào các nước vệ tinh Đông Âu của mình làm một vùng đệm bảo vệ nữa. Tới năm 1989, Moscow đã từ bỏ Học thuyết Brezhnev để chuyển sang một chính sách không can thiệp vào công việc nội bộ của các nước đồng minh trong Khối Warszawa, mỗi nước trong khối dần chứng kiến chính phủ cộng sản của mình mất quyền lực sau các cuộc bầu cử nhân dân, và trong trường hợp România, là một nổi dậy bạo lực. Tới năm 1991 các chính phủ cộng sản tại Bulgaria, Tiệp Khắc, Đông Đức, Hungary, Ba Lan và România, đều từng được dựng lên sau Thế chiến II, đều bị hạ bệ sau các cuộc cách mạng năm 1989.
Liên Xô cũng bắt đầu rơi vào tình trạng chuyển biến khi các hậu quả chính trị của glasnost diễn ra trên khắp đất nước. Dù có những nố lực ngăn chặn, sự chuyển biến tại Đông Âu đã lan tới các nhà nước bên trong Liên bang Xô viết. Trong cuộc bầu cử quốc hội địa phương tại các nước cộng hoà hợp thành, những người theo chủ nghĩa quốc gia cũng như những người cải cách triệt để nổi lên. Khi Gorbachev đã làm suy yếu hệ thống chính trị bên trong, khả năng chính phủ trung ương Moscow áp đặt ý chí lên các nước cộng hoà hợp thành đã giảm nhiều. Những cuộc tuần hành hoà bình rộng lớn tại các nước cộng hoà vùng Baltic như Con đường Baltic và Cách mạng Hát đã thu hút sự chú ý của quốc tế và thúc đẩy các phong trào độc lập ở nhiều vùng khác.
Sự nổi lên của chủ nghĩa quốc gia, chủ nghĩa dân tộc dưới chính sách tự do ngôn luận nhanh chóng khơi lại những căng thẳng sắc tộc vốn bị kìm nén ở nhiều nước cộng hoà Xô viết, càng làm mất đi hình ảnh lý tưởng về một nhân dân Xô viết thống nhất, một vùng với đại đa số người Armenia ở Cộng hoà Xã hội chủ nghĩa Xô viết Azerbaijan, đã thông qua một nghị quyết kêu gọi thống nhất với Cộng hoà Xã hội chủ nghĩa Xô viết Armenia. Bạo lực chống lại người Azerbaijan địa phương được chiếu trên truyền hình Liên xô, kích động những vụ thảm sát người Armenia ở thành phố Sumgait của Azerbaijan.
Được khuyến khích bởi không khí tự do của glasnost, sự bất mãn của dân chúng với các điều kiện kinh tế trở nên mạnh mẽ hơn hết trong bất kỳ giai đoạn lịch sử nào trước đó của Liên Xô. Dù perestroika được coi là hành động táo bạo trong bối cảnh lịch sử Xô viết, những nỗ lực cải cách kinh tế của Gorbachev vẫn chưa đủ triệt để để tái khởi động nền kinh tế đã rơi vào tình trạng trì trệ kinh niên từ cuối thập niên 1980. Những cuộc cải cách tạo ra một số sự xâm nhập trong việc phi trung ương hoá, nhưng Gorbachev và bộ máy của mình đã không đụng chạm tới các yếu tố nền tảng của hệ thống Stalin, gồm kiểm soát giá cả, sự không thể chuyển đổi của đồng ruble, việc loại bỏ sở hữu tư nhân, và sự độc quyền của chính phủ với các phương tiện sản xuất.
Tới năm 1990, chính phủ Liên Xô đã mất kiểm soát với các điều kiện kinh tế. Chi tiêu chính phủ gia tăng nhanh chóng bởi số lượng các doanh nghiệp thua lỗ yêu cầu trợ cấp của chính phủ và việc trợ cấp giá hàng tiếp tục tăng thêm. Các khoản thu từ thuế giảm sút khi chính phủ các nước cộng hoà và chính phủ địa phương từ chối chi trả chúng cho chính quyền trung ương bởi sự lớn mạnh của chính quyền tự trị địa phương. Chiến dịch chống rượu cũng làm giảm nguồn thu từ thuế, mà vào năm 1982 chiếm khoảng 12% toàn bộ ngân sách nhà nước. Việc chính phủ trung ương không còn được tham gia nhiều vào quyết định sản xuất, đặc biệt trong lĩnh vực hàng hoá tiêu dùng, dẫn đến sự tan vỡ trong quan hệ sản xuất-tiêu thụ truyền thống nhưng cũng không góp phần vào việc xây dựng một mối quan hệ mới. Vì thế, thay vì cơ cấu lại hệ thống, việc phi trung ương hoá của Gorbachev gây ra tình trạng ứ đọng.

## Yeltsin và sự tan rã của Liên Xô

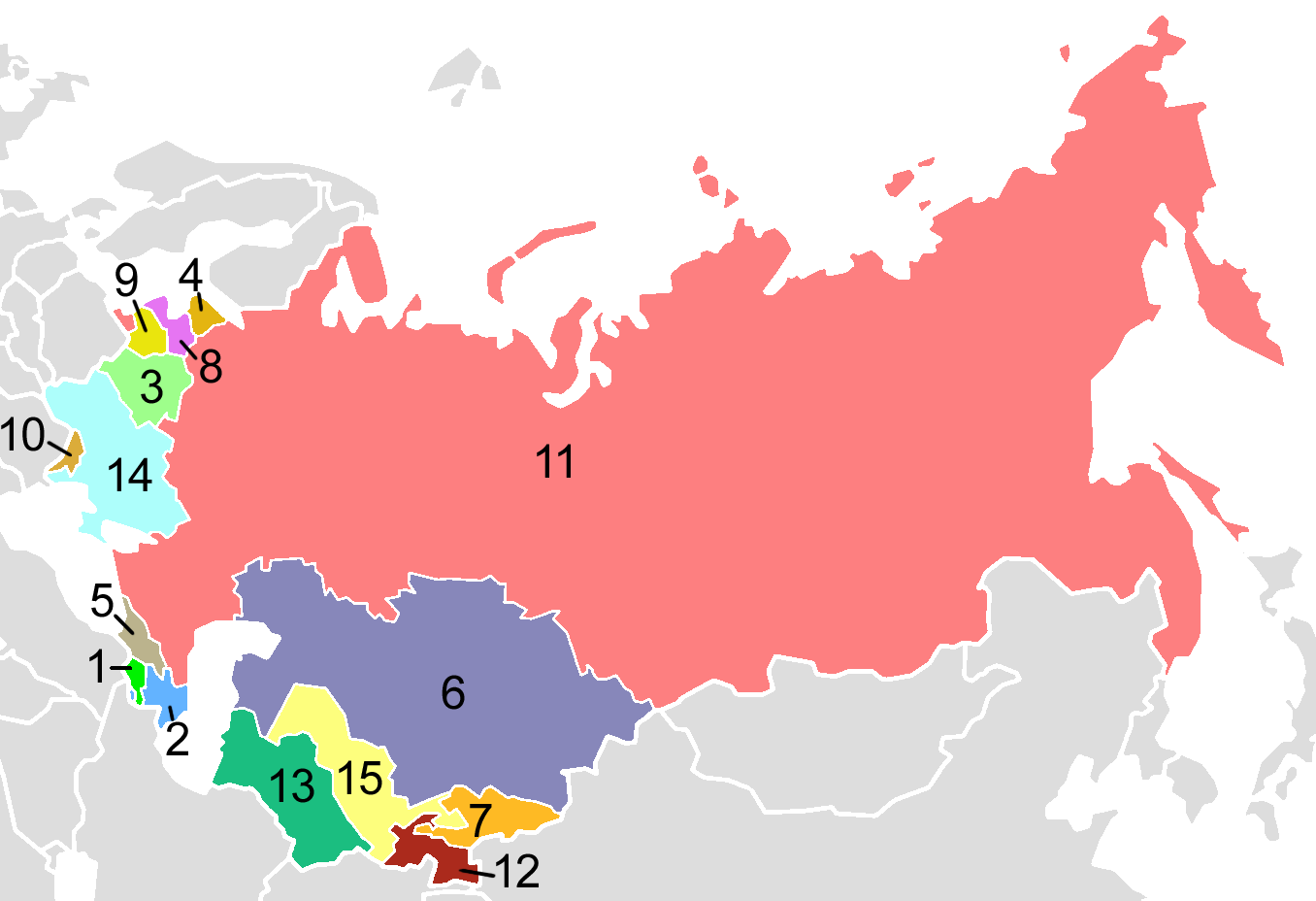
Các nước cộng hoà hậu Xô viết theo thứ tự bảng chữ cái:
1. Armenia,
2. Azerbaijan,
3. Belarus,
4. Estonia,
5. Gruzia,
6. Kazakhstan,
7. Kyrgyzstan,
8. Latvia,
9. Litva,
10. Moldova,
11. Nga,
12. Tajikistan,
13. Turkmenistan,
14. Ukraina,
15. Uzbekistan

Gorbachev lên án Boris Yeltsin, kẻ đối địch cũ của ông ta và là tổng thống đầu tiên của nước Nga, đã xé tan đất nước với một mong muốn tăng cường quyền lợi cá nhân.
Vào ngày 7 tháng 2 năm 1990, Ủy ban Trung ương đảng cộng sản Liên bang Xô viết đồng ý từ bỏ tình trạng độc quyền quyền lực. Các nước cộng hoà bắt đầu đòi chủ quyền của họ với Moscow, và đã bắt đầu một "cuộc chiến tranh pháp luật" với chính phủ trung ương Moscow, trong đó các chính phủ các nước cộng hoà chối bỏ một pháp chế tập hợp toàn bộ ở điểm nó xung đột với các luật lệ địa phương, đòi hỏi quyền kiểm soát các nền kinh tế của họ và từ chối trả thuế cho chính phủ trung ương Moscow. Cuộc tranh chấp này gây ra sự chuyển chỗ của kinh tế, khi các đường cung cấp trong nền kinh tế bị phá vỡ, và gây hậu quả nền kinh tế Xô viết suy sụp hơn nữa.
Gorbachev tung ra những cố gắng vô vọng và bất hạnh cuối cùng nhằm xác nhận quyền kiểm soát, đặc biệt đối với các nước cộng hoà vùng Baltic, nhưng quyền lực và uy quyền của chính phủ trung ương đã hoàn toàn và không thể bị đảo ngược xói mòn.
Ngày 11 tháng 3 năm 1990 Litva, dẫn đầu bởi vị chủ tịch Hội đồng tối cao mới được bầu là Vytautas Landsbergis, tuyên bố độc lập và thông báo rằng họ đã bị kéo ra khỏi Liên bang Xô viết. Tuy nhiên, Hồng quân có sự hiện diện mạnh mẽ ở Litva. Liên bang Xô viết khởi đầu một cuộc phong toả kinh tế Litva và giữ các đội quân ở đó nhằm "giữ quyền lợi của những người Nga".
Ngày 13 tháng 1 năm 1991 xung đột giữa quân đội Xô viết và những người dân thường Litva không vũ khí đã xảy ra dẫn tới cái chết của 13 người và nhiều người bị thương. Điều này càng làm suy yếu tính hợp pháp của Liên bang Xô viết, cả trên trường quốc tế và bên trong.
Ngày 30 tháng 3 năm 1990, chỉ 19 ngày sau khi Litva tuyên bố độc lập, Hội đồng tối cao Estonia tuyên bố quyền lực của Xô viết ở Estonia từ 1940 là bất hợp pháp, và đã bắt đầu một quá trình nhằm tái lập Estonia là một nước độc lập.
Ngày 17 tháng 3 năm 1991, trong một cuộc trưng cầu dân ý toàn quốc, 78% dân chúng đồng ý duy trì Liên bang Xô viết dưới một hình thức mới. Các nước Baltic, Armenia, Gruzia và Moldova tẩy chay cuộc trưng cầu. Trong mỗi nước trong số chín nước cộng hoà, đa phần cử tri ủng hộ duy trì Liên bang Xô viết.
Tháng 6 năm 1991, các cuộc bầu cử trực tiếp được tiến hành để bầu chức Tổng thống nước Liên bang Cộng hòa Xã hội chủ nghĩa Xô viết Nga. Ứng cử viên dân tuý Boris Yeltsin, người thường đưa ra các chỉ trích nhắm vào Mikhail Gorbachev thắng 57% số phiếu, đánh bại ứng cử viên yêu thích của Gorbachev là cựu chủ tịch Nikolai Ryzhkov với chỉ 16% số phiếu.

### Vụ đảo chính tháng 8

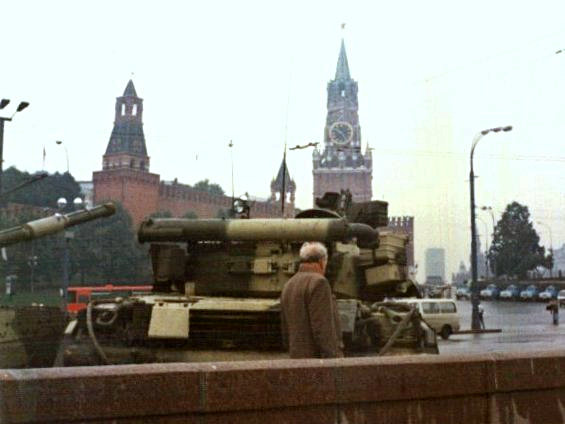
Xe tăng trên Quảng trường Đỏ trong cuộc đảo chính năm 1991

Phải đối mặt với chủ nghĩa ly khai từ các nước cộng hoà, Gorbachev đã cố gắng tái cấu trúc Liên bang Xô viết thành một nhà nước ít tập trung hơn. Ngày 20 tháng 8 năm 1991 các nước cộng hoà đã ký một hiệp ước, biến họ thành các nước độc lập trong một liên bang với một tổng thống chung, chính sách ngoại giao và quân sự chung. Hiệp ước mới được các nước vùng Trung Á rất ủng hộ, bởi vì họ cần quyền lực kinh tế và thị trường của Liên bang Xô viết để trở nên thịnh vượng. Tuy nhiên những nhà cải cách triệt để hơn ngày càng tin rằng một cuộc chuyển đổi nhanh chóng sang nền kinh tế thị trường là cần thiết và mong muốn được thấy sự tan rã của Liên Xô nếu điều đó là cần thiết để thực hiện các mục tiêu của họ. Sự tan rã của Liên Xô cũng được đồng thuận và mong muốn của các chính quyền địa phương như chức vụ của tổng thống Yeltsin, để thành lập quyền lực toàn bộ đối với lãnh thổ của họ. Trái ngược với sự lãnh đạm của những nhà cải cách về việc đạt tới một hiệp ước, những người bảo thủ và những người còn yêu mến Liên Xô, vẫn còn mạnh bên trong Đảng Cộng sản và quân đội hoàn toàn chống đối bất kỳ điều gì có thể gây hại tới nhà nước Xô viết.
19 tháng 8 năm 1991, Phó tổng thống của Gorbachev, Gennadi Yanayev, Thủ tướng Valentin Pavlov, Bộ trưởng quốc phòng Dmitriy Yazov, Giám đốc KGB Vladimir Kryuchkov, và một số quan chức cao cấp khác hành động để ngăn chặn dấu hiệu của một hiệp ước liên bang bằng cách dựng lên "Ủy ban nhà nước về tình trạng khẩn cấp." "Ủy ban" đặt Gorbachev (đang trong kỳ nghỉ tại Krym) trong tình trạng giam giữ tại gia và cố gắng khôi phục nhà nước liên bang. Những nhà lãnh đạo đảo chính nhanh chóng đưa ra một sắc lệnh khẩn cấp đình chỉ hoạt động chính trị và cấm đa phần báo chí.
Trong khi những người tổ chức đảo chính chờ đợi một số ủng hộ của dân chúng cho những hành động của họ, thì tình cảm của dân chúng Moscow đa phần là chống lại họ. Hàng nghìn người xuống đường để bảo vệ "Nhà Trắng" (văn phòng của Yeltsin), lúc đó là cái ghế tượng trưng cho chủ quyền Nga. Những người tổ chức tìm cách bắt giữ nhưng hoàn toàn vô vọng Yeltsin, người tuần hành những cuộc chống đối lớn đảo chính.
Sau những ngày đó, vào 21 tháng 8 vụ đảo chính sụp đổ, những người tổ chức bị bắt giam và Gorbachev quay trở lại làm tổng thống Liên bang Xô viết. Tuy nhiên, lúc đó quyền lực của Gorbachev đã bị thoả hiệp một cách chết người bởi vì không cơ cấu quyền lực tại bất kỳ một nước cộng hoà nào và ngay cả nước Nga còn nằm trong tay ông.

### Hậu quả của cuộc đảo chính
Trong suốt mùa hè năm 1991, chính phủ Nga dần thay thế chính phủ liên bang, từ từ từng bộ. Tháng 11 năm 1991, Yeltsin ra một nghị định cấm Đảng Cộng sản Liên xô trên toàn bộ cộng hoà Nga. Vì thế, nhiều đảng viên cộng sản cũ từ bỏ Đảng Cộng sản để đổi lấy các vị trí trong các cơ cấu của chính phủ mới.
Sau vụ đảo chính, các nước cộng hoà Xô viết tăng tốc quá trình độc lập, từng nước một tuyên bố chủ quyền. Các chính quyền địa phương của họ bắt đầu nắm lấy tài sản liên bang trên lãnh thổ của mình. Ngày 6 tháng 9 năm 1991, chính phủ Liên Xô công nhận nền độc lập của ba nước cộng hoà Baltic, mà các cường quốc phương Tây luôn cho là có chủ quyền. Sau đó ngày 6 tháng 12 năm 1991, Ukraina tuyên bố độc lập khỏi Liên bang Xô viết sau một cuộc trưng cầu dân ý với hơn 90% người dân ủng hộ độc lập. Khi đó, trong trận chiến quyền lực, ngày 18 tháng 10 Gorbachev và các đại diện của 8 nước cộng hoà (không bao gồm Azerbaijan, Gruzia, Moldova, Ukraina, và các nước cộng hoà vùng Baltic) ký một thoả thuận về việc thành lập một cộng đồng kinh tế mới.
Trong lúc đó, tình hình kinh tế Liên Xô tiếp tục xấu đi. Tới tháng 12 năm 1991, tình trạng thiếu hụt lương thực mở miền trung nước Nga đã dẫn tới việc phân phối lương thực theo tem phiếu ở vùng Moscow lần đầu tiên kể từ Thế chiến II. Trước một sự sụp đổ không thể tránh khỏi, Tổng thống Liên Xô Gorbachev và chính phủ của ông vẫn tiếp tục phản đối các cải cách kinh tế thị trường như chương trình "500 Ngày" của Yavlinsky. Để phá vỡ sự phản đối của Gorbachev, Yeltsin quyết định giải tán Liên Xô theo Hiệp ước Liên bang năm 1922 và theo đó loại bỏ Gorbachev cùng chính phủ Xô viết khỏi quyền lực. Hành động này được ủng hộ mạnh mẽ từ các chính phủ Ukraina và Belarus, là những bên tham gia Hiệp ước năm 1922 cùng với Nga.

## Sự thành lậpSNGvà chính thức giải tán Liên Xô
Ngày 8 tháng 12 năm 1991, những nhà lãnh đạo các nước cộng hoà Nga, Ukraina và Belarus gặp mặt tại Belavezhskaya Pushcha để đưa ra một tuyên bố rằng Liên bang Xô viết đã bị giải tán và được thay thế bởi Cộng đồng các quốc gia độc lập (SNG theo tiếng Nga; CSI theo tiếng Anh). Gorbachev miêu tả tuyên bố này là một vụ đảo chính bất hợp pháp và nguy hiểm về mặt thể chế. Tuy nhiên ông ta đã trở thành một tổng thống của không một nước nào cả.
Mười hai trong số mười lăm nước cộng hoà ký Hiến chương năng lượng châu Âu tại Hague ngày 17 tháng 12 năm 1991, với tư cách là các nước có chủ quyền, với 28 nước châu Âu khác, Ủy ban châu Âu và bốn nước không thuộc châu Âu.
Ngày 25 tháng 12 năm 1991, Gorbachev từ chức tổng thống Liên Xô và bị thay thế bởi Boris Yeltsin. Ngày hôm sau, Xô viết Tối cao bầu cử để bãi bỏ tuyên bố được viết năm 1922 việc chính thức thành lập Liên bang Xô viết và tự giải tán. Tới 31 tháng 12 năm 1991, tất cả các định chế chính thức của Liên Xô đã dừng hoạt động.
Sau khi Liên Xô tan rã, theo "liệu pháp sốc" do người Mỹ đề nghị, nước Nga tiến hành cưỡng chế tư hữu hóa trong lĩnh vực kinh tế. Nền kinh tế - chính trị thời hậu Liên Xô hoàn toàn chưa chuẩn bị gì cho giai đoạn quá độ và "liệu pháp sốc" cuối cùng đem lại vô số hậu quả bi kịch: các công ty quốc doanh bị bán cho tư nhân với mức giá rất rẻ mạt, các trùm tài phiệt nhanh chóng thâu tóm nền kinh tế và lũng đoạn chính trường Nga.
Từ năm 1991 đến cuối thế kỷ XX, tổng giá trị sản xuất trong nước (GDP) của Nga giảm xuống 52% so năm 1990 (trong khi đó, vào thời kỳ chiến tranh từ năm 1941 đến năm 1945 chỉ giảm 22%). Sản xuất công nghiệp giảm 64,5%, sản xuất nông nghiệp giảm 60,4%. Vật giá tăng cao hơn 5.000 lần.
Sự sụp đổ của Liên Xô sau này được tổng thống Nga Putin gọi là "thảm họa địa chính trị tồi tệ nhất thế kỷ XX. Đối với nước Nga, nó đã trở thành một bi kịch thực sự. Hàng triệu công dân và những người yêu nước của chúng ta bỗng nhiên thấy họ đang sống bên ngoài lãnh thổ Nga.". Cựu Thủ tướng Nga Evgeny Primakov cho rằng: "Cái giá của sự sụp đổ Liên Xô là rất khủng khiếp, nền kinh tế Nga tổn thất còn nhiều hơn Chiến tranh thế giới thứ hai. Sẽ là điên rồ nếu nói rằng đất nước này được hưởng lợi từ những năm 1990."
Đa số người dân Liên Xô cũng không muốn đất nước Liên Xô tan rã. Cuối năm 2005, kết quả một cuộc điều tra dư luận của hai cơ quan độc lập nổi tiếng ở Nga cho thấy: 66% người Nga ngày nay cảm thấy nuối tiếc cho sự sụp đổ của Liên Xô; 76% số người cho rằng Liên Xô có rất nhiều điểm đáng để tự hào, 60% người Nga tin rằng: sự sụp đổ của Liên Xô gây nhiều tác hại nhiều hơn là lợi ích. Trong cơn đại hồng thủy đó, nhiều nước cộng hòa hậu Xô viết đã rơi vào bạo lực sắc tộc sau khi có được độc lập, khiến cả trăm ngàn người thiệt mạng. Theo cuộc khảo sát của Sputnik Mneniya tại 9 nước trong số 11 quốc gia thuộc Liên Xô cũ vào năm 2016, phần lớn cư dân trên 35 tuổi (những người đã trải qua cuộc sống dưới thời Liên Xô) cho rằng cuộc sống ở Liên Xô tốt hơn so với thời kỳ sau khi đất nước tan rã. Ở Nga, 64% số người đã trải qua thời kỳ Liên Xô đánh giá rằng chất lượng cuộc sống thời đó cao hơn. Ở Ukraina, đồng ý với tuyên bố này có 60% số người trả lời, còn tỷ lệ cao nhất là ở Armenia (71%) và Azerbaijan (69%) Trong một cuộc thăm dò do Trung tâm Levada tổ chức vào tháng 4/2016, 56% người được hỏi cho biết họ mong muốn Liên Xô vẫn tồn tại. Một điều tra của Trung tâm Công luận Toàn Nga (VTsIOM) cho thấy 64% người Nga sẽ bỏ phiếu cho việc gìn giữ Liên Xô nếu như tổ chức một cuộc trưng cầu dân ý vào năm 1991.
Trên bình diện thế giới, sự sụp đổ của Liên Xô khiến phương Tây không còn một đối trọng đủ mạnh mẽ, thế giới ngày nay vẫn còn xa mới có thể gọi là an toàn. Theo tiến sĩ Marcus Papadopoulos, một chuyên gia về Nga, việc Liên Xô sụp đổ khiến cho sự can thiệp của Mỹ và phương Tây vào công việc nội bộ của các nước tăng mạnh, với các vi phạm luật pháp quốc tế ở mức độ chưa từng thấy. Nếu Liên Xô còn tồn tại thì những cuộc chiến tranh của phương Tây tấn công Nam Tư, Iraq, Libya, Syria... sự trỗi dậy của chủ nghĩa khủng bố và Hồi giáo cực đoan sẽ không bao giờ xảy ra.
Trái ngược với con số từ các cuộc khảo sát, kết quả bầu cử tại Nga từ năm 1991 đến nay cho thấy tỉ lệ ủng hộ dành cho Đảng Cộng sản ngày càng giảm sút. Trong cuộc bầu cử Duma Quốc gia Nga năm 2016, Đảng Cộng sản Nga đạt được 13.4% tổng số phiếu bầu, qua đó chỉ giành được 42 ghế, thấp nhất trong lịch sử đảng này. Cũng chưa có ứng viên Tổng thống nào của Đảng Cộng sản thắng cử tại Nga kể từ khi Liên Xô tan rã.

## Tổng kết
Bốn yếu tố cơ bản của hệ thống Liên Xô là bộ máy các Xô viết, chủ nghĩa liên bang về sắc tộc, nhà nước xã hội chủ nghĩa, và sự lãnh đạo của Đảng Cộng sản. Các chương trình perestroika và glasnost của Gorbachev đã tạo ra các hiệu ứng không lường trước khiến hệ thống này tan vỡ. Như một công cụ để hồi phục nhà nước Xô viết, Gorbachev liên tục cố gắng xây dựng một liên minh các lãnh đạo chính trị ủng hộ cải cách và tạo ra các vũ đài và cơ sở quyền lực. Ông thực hiện các biện pháp đó bởi ông muốn giải quyết các vấn đề kinh tế và chính trị nghiêm trọng rõ ràng đang đe doạ đặt Liên Xô vào tình trạng trì trệ kéo dài.
Nhưng bằng các sử dụng các biện pháp cải cách một cách vội vã và nhiều kẽ hở, Gorbachev cũng khiến những người theo chủ nghĩa quốc gia, những người cộng sản chính thống và các lực lượng dân tuý phản đối các nỗ lực tự do hoá và tái hồi phục chủ nghĩa Cộng sản Xô viết của ông. Dù một số phong trào mới muốn thay thế toàn bộ hệ thống Xô viết bằng một hệ thống mới, những người khác yêu cầu độc lập cho các nước cộng hoà. Tuy thế, vẫn có những người nhấn mạnh ở sự khôi phục các đường lối Xô viết cũ. Rốt cuộc, Gorbachev không thể tạo ra một sự đồng thuận giữa các lực lượng đó và hậu quả là sự sụp đổ của Liên bang Xô viết.
Ngày 17/3/1991, tại Liên Xô đã có một cuộc trưng cầu dân ý toàn Liên bang về việc có duy trì Liên bang Xô Viết nữa hay không. Trong số 148.574.606 cử tri tham gia bỏ phiếu, đã có 113.512.812 phiếu (76%) ủng hộ duy trì Liên Bang Xô Viết. Như vậy, phần lớn người dân Liên Xô vẫn muốn đất nước tồn tại. Sự tan rã của Liên Xô không bắt nguồn từ ý nguyện của đa số nhân dân, mà thực chất nó là quyết định của giới lãnh đạo cấp cao Liên Xô: thay vì cải cách mô hình kinh tế thì những nhà lãnh đạo này đã quay sang đập phá hệ thống chính trị, làm suy yếu bộ máy Nhà nước, rồi chính họ tự quyết định giải tán Nhà nước Liên Xô (dù điều này trái với kết quả trưng cầu dân ý trước đó chỉ vài tháng)
Từ khi dựng nước, Liên Xô đã trải qua rất nhiều khó khăn thử thách và đã vượt qua tất cả: Năm 1917, 35 vạn đảng viên Bolshevik đã lãnh đạo giai cấp công nhân Nga lật đổ ách thống trị của Sa hoàng, cùng nhân dân đánh bại sự can thiệp vũ trang của 14 nước phương Tây để bảo vệ thành công cách mạng. Năm 1941, 5.540.000 đảng viên đã cùng nhân dân chiến thắng quân đội phát xít Đức trong cuộc chiến tranh Vệ quốc vĩ đại, rồi sau đó lãnh đạo công cuộc xây dựng Liên Xô trở thành siêu cường thế giới. Vậy nhưng, năm 1991, Liên Xô lại sụp đổ, không phải do quân đội kẻ thù tấn công, cũng không phải do kinh tế hay khoa học kỹ thuật yếu kém, mà chính là vì các quan chức cấp cao bên trong nội bộ Đảng và Nhà nước Liên Xô.

## Tái cơ cấu hậu Xô viết
Để tái cơ cấu hệ thống hành chính mệnh lệnh Xô viết và thực hiện một cuộc chuyển tiếp tới một nền kinh tế thị trường, các chương trình liệu pháp sốc của Yeltsin đã được áp dụng ngay sau sự giải tán Liên Xô. Các khoản tiền trợ cấp cho các nông trang và các ngành công nghiệp bị cắt bỏ, các biện pháp kiểm soát giá bị huỷ, và đồng ruble Nga chuyển theo hướng có thể chuyển đổi. Các cơ hội mới cho bộ máy của Yeltsin và những nhà doanh nghiệp khác chiếm lấy tài sản quốc gia xuất hiện vì thế đã tái cơ cấu nền kinh tế sở hữu nhà nước chỉ sau vài tháng. Sau khi nắm được quyền lực, đại đa số các nhà cải cách "duy tâm" kiếm chác được những tài sản lớn nhờ chức vụ của mình trong chính phủ và trở thành các đầu sỏ kinh doanh theo một cách có vẻ trái ngược với một nền dân chủ đang xuất hiện. Các định chế có sẵn bị xoá bỏ trước khi các cơ cấu pháp luật mới của một nền kinh tế thị trường hình thành ví dụ như các điều luật để quản lý tài sản tư nhân, quản lý thị trường tài chính và thuế má.
Các nhà kinh tế thị trường tin rằng việc loại bỏ hệ thống hành chính mệnh lệnh ở Nga sẽ làm tăng GDP và các tiêu chuẩn sống bằng cách tái phân bổ các nguồn tài nguyên một cách hiệu quả hơn. Họ cũng nghĩ rằng sự sụp đổ sẽ tạo ra các khả năng sản xuất mới bằng cách hạn chế mệnh lệnh sản xuất từ trung ương, thay thế một hệ thống thị trường phi tập trung, hạn chế những sự bóp méo cấu trúc và nền kinh tế vĩ mô thông qua tự do hoá, và cung cấp sự khích lệ thông qua tư nhân hoá.
Từ khi Liên Xô sụp đổ, Nga phải đối mặt với nhiều vấn đề mà những người đề xuất thị trường tự do năm 1992 không mong đợi. Trong số các vấn đề đó, 25% dân số sống dưới ngưỡng nghèo khổ, tuổi thọ tụt giảm, tỷ lệ sinh thấp, và GDP giảm một nửa. Những vấn đề đó đã dẫn tới một loạt các cuộc khủng hoảng trong thập niên 1990, suýt dẫn tới việc đối thủ cộng sản của Yeltsin, Gennady Zyuganov, giành chiến thắng trong cuộc bầu cử tổng thống năm 1996.
Những năm 2000 trở lại đây, nền kinh tế Nga đã bắt đầu được cải thiện nhiều, nhờ vào những khoản đầu tư lớn và phát triển kinh doanh và cũng nhờ vào sự tăng giá của các mặt hàng tài nguyên thiên nhiên.